# Flora de Mendoza

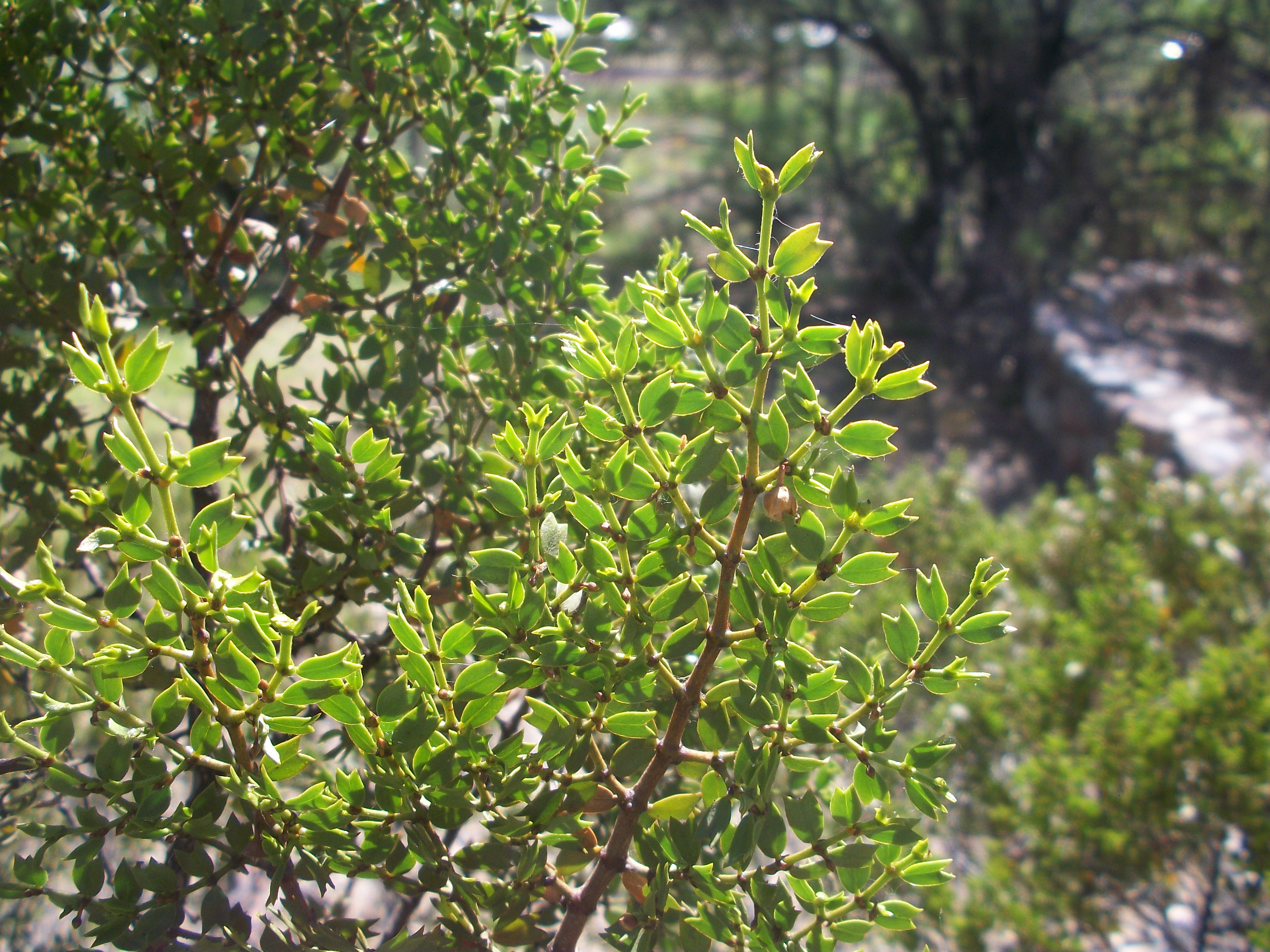
Detalle de rama y hojas de Larrea cuneifolia "Jarilla"

La flora de Mendoza son las especies de plantas nativas que se adaptaron a las condiciones climáticas de la provincia de Mendoza. Esta geografía está caracterizada por la escasez de precipitaciones (aproximadamente 250 mm/año), un alto grado de insolación, suelos pobres en materia orgánica, salinos y pedregosos, y una gran amplitud térmica diaria y estacional.

## Tipos de plantas
Las plantas que se han adaptado mejor a las condiciones climáticas de Mendoza son:
- Plantas xerófilas:[2] resistentes a la sequedad o falta de agua.
- Plantas halófilas: resistentes o tolerantes a la salinidad del suelo y del agua.
- Plantas psamófilas: aquellas que pueden desarrollarse en suelos arenosos, etc.

## Especies de la flora nativa
Algunas de las especies de la flora de Mendoza que poseen valor ornamental por distintos atributos como su porte, forma y estructura, follaje, color, flores, aromas, fijación de suelo, sombra que proyectan, etc. Son:.

### Árboles
- Viscote. Acacia visco
- Algarrobo. Prosopis flexuosa, Prosopis nigra, Prosopis alba, Prosopis alpataco
- Caldén. Prosopis caldenia
- Espinillo o aromo. Vachellia caven.
- Aguaribay o pimiento. Schinus areira.
- Cina-cina. Parkinsonia aculeata.

### Arbustos
- Garabato. Acacia furcatispina.
- Altepe. Proustia cuneifolia.
- Llaullín. Licyum chilensis
- Piquillín. Condalia microphylla
- Chañar. Cercidium praecox – geoffrea decorticans.
- Jarillas. Larrea divaricata, Larrea cunneifolia, Larrea nitida.
- Leña amarilla. Adesmia sp.
- Usillo, monte azul o palo azul. Tricomaria usillo.
- Jarilla macho. Zucaggnia punctata.
- Retamo. Bulnesia retama.
- Pichanilla, monte de la perdiz o rama amarilla. Fabiana denudata. (Cassia aphylla)
- Ala de loro. Senna aphylla o Monttea aphylla.
- Monte negro. Bouganvillea spinosa.
- Molle. Schinus roigii.
- Retamillo. Stillingia patagonica.
- Solupe. Ephedra breana.
- Solupe negro. Neosparton aphyllum.
- Lagaña de perro o barba de chivo. Caesalpinia gilliesii.

### Pastos y herbáceas
- Coirón. Stipa sp.
- Pasto salado. Papophorum sp.
- Plumerito. Trichloris crinita.
- Flechilla. Aristida mendocina. Nassella neesiana.
- Vidriera. Suaeda divaricata.
- Costadera. Cortaderia ridiuscula.
- Unquillo. Sporolobus rigens.
- Tomillo. Acantholippia seriphoides.
- Zampa. Atriplex lampa.
- Equiseto. Equisteum sp.
- Mostacilla. Sysiumbrium irio.
- Chilca. Baccharis salicifolia.

### Floríferas
- Verbena. Glandularia sp.
- Portulaca
- Perlilla.
- Malvisco. Sphaeralcea nimiata
- Petunia
- Melosa. Grindelia chiloensis
- Malva. Malva parviflora
- Clavel del aire. Tillandsia xyphioides
- Mutisia. Mutisia decurrens
- Salvias. Salvia sp.

### Otras: Cactus y Crasas
- Echinopsis sp.
- Trichocereus sp.
- Denmoza rodacantha
- Opuntia sp.
- Cereus sp.